# هيو هكسلي
هيو إسمور هكسلي (بالإنجليزية: Hugh Huxley)‏ (25 فبراير 1924 - 25 يوليو 2013) هو عالم أحياء جزيئية بريطاني حقق العديد من الاكتشافات حول الانقباضات العضلية، تخرج بدرجة باكلوريوس في الفيزياء من كلية كريست، كامبردج ‏ وتوقف بعد ذلك تعليمه لمدة خمس سنوات أثناء الحرب العالمية الثانية حيث خدم في سلاح الجو الملكي.